# يان ميخائيل سبرنجر
يان ميخائيل سبرنجر (بالألمانية: Jan Michael Sprenger)‏ هو لاعب شطرنج ألماني، ولد في 26 نوفمبر 1982 في كولونيا في ألمانيا.

## وصلات خارجية
- يان ميخائيل سبرنجر على موقع الاتحاد الدولي للشطرنج (الإنجليزية)
- يان ميخائيل سبرنجر على موقع مباريات الشطرنج (الإنجليزية)
- يان ميخائيل سبرنجر على موقع 365Chess.com (الإنجليزية)
- يان ميخائيل سبرنجر على موقع Chesstempo.com (الإنجليزية)